# Thomasin McKenzie
Thomasin Harcourt McKenzie (Új-Zéland, 2000. július 26. –) új-zélandi színésznő. 
Legismertebb filmes szerepe Tom a 2018-ban bemutatott Ne hagyj nyomot! című filmdrámában, alakításáért kritikai elismerést kapott. 2019-ben a Jojo Nyuszi című német-amerikai háborús filmdrámában Elsa Korrt játszotta.

## Gyermekkora és családja
Wellingtonban született, Miranda Harcourt színésznő és Stuart McKenzie rendező egyetlen gyermekeként. Nagyszülei Kate Harcourt és Peter Harcourt. Nagyapja alapította az új-zélandi Harcourts International nevű ingatlancéget. Thomasin 2014-ben anyja és nagyanyja példáját követve színésznek állt.
Wellingtonban él, a Samuel Marsden Collegiate School diákjaként 2018-ban érettségizett.

## Filmográfia

### Film
| Év    | Magyar cím                    | Eredeti cím                               | Szerep                          | Magyar hang     |
| ----- | ----------------------------- | ----------------------------------------- | ------------------------------- | --------------- |
| 2012  |                               | Existence                                 | Scraps                          |                 |
| 2014  |                               | Consent: The Louise Nicholas Story        | Louise fiatalon                 |                 |
| 2014  |                               | A Long Beside (rövidfilm)                 | Kate fiatalon                   |                 |
| 2014  | A hobbit: Az öt sereg csatája | The Hobbit: The Battle of the Five Armies | Astrid                          |                 |
| 2015  |                               | The Boyfriend Game (rövidfilm)            | Edith                           |                 |
| 20127 |                               | The Changeover                            | Rose Keaton                     |                 |
| 2018  | Ne hagyj nyomot!              | Leave No Trace                            | Tom                             | Bartus Emese    |
| 2019  | V. Henrik                     | The King                                  | Lancasteri Filippa dán királyné | Engel-Iván Lili |
| 2019  | Jojo Nyuszi                   | Jojo Rabbit                               | Elsa Korr                       | Rudolf Szonja   |
| 2019  | A Kelly banda igaz története  | True History of the Kelly Gang            | Mary                            | Andrádi Zsanett |
| 2020  | Elveszett lányok              | Lost Girls                                | Sherre Gilbert                  |                 |
| 2021  |                               | The Justice of Bunny King                 | Tonyah                          |                 |
| 2021  | Idő                           | Old                                       | Maddox Cappa 16 évesen          | Terdik Sára     |
| 2021  | Utolsó éjszaka a Sohóban      | Last Night in Soho                        | Eloise „Ellie” Turner           | Bartus Emese    |
| 2021  | A kutya karmai közt           | The Power of the Dog                      | Lola                            | Ruszkai Szonja  |
| 2023  |                               | Eileen                                    | Eileen Dunlop                   |                 |
| 2024  | Joy, az élet csodája          | Joy                                       | Jean Purdy                      | Szabó Luca      |

### Televízió
| Év        | Cím                   | Szerep        | Megjegyzések |
| --------- | --------------------- | ------------- | ------------ |
| 2015–2020 | Shortland Street      | Pixie Hannah  | 28 epizód    |
| 2016      | End of Term           | Annabel       | 1 epizód     |
| 2016      | Bright Summer Night   | Petra Quince  | 2 epizód     |
| 2016      | Jean                  | Jean fiatalon | tévéfilm     |
| 2017      | The Cul De Sac        | Willa         | 3 epizód     |
| 2017      | Lucy Lewis Can't Lose | Lucy Lewis    | 11 epizód    |

## Díjak és jelölések
| Év   | Díj                                | Jelölés tárgya                   | Kategória        | Eredmény |
| ---- | ---------------------------------- | -------------------------------- | ---------------- | -------- |
| 2018 | San Diego Film Critics Society     | Legjobb áttörést hozó alakítás   | Ne hagyj nyomot! | Elnyerte |
| 2018 | Critics’ Choice Movie Awards       | Legjobb fiatal színész/színésznő | Ne hagyj nyomot! | Jelölve  |
| 2018 | Detroit Film Critics Society Award | Legjobb női mellékszereplő       | Ne hagyj nyomot! | Jelölve  |
| 2018 | Gotham Independent Film Award      | Legjobb áttörést elérő színész   | Ne hagyj nyomot! | Jelölve  |
| 2018 | Independent Spirit Award           | Legjobb női mellékszereplő       | Ne hagyj nyomot! | Jelölve  |
| 2019 | Critics' Choice Movie Award        | Legjobb fiatal színész/színésznő | Jojo Nyuszi      | Jelölve  |

## Fordítás
- Ez a szócikk részben vagy egészben  a   Thomasin McKenzie című angol Wikipédia-szócikk fordításán alapul.  Az eredeti cikk szerkesztőit annak laptörténete sorolja fel. Ez a jelzés csupán a megfogalmazás eredetét és a szerzői jogokat jelzi, nem szolgál a cikkben szereplő információk forrásmegjelöléseként.